# سیریبون
سیریبو (به لاتین: Cirebon) یکی از شهرهای ساحلی کشور اندونزی است که در شمال جزیره جاوه و در استان جاوه غربی واقع شده‌است.

## خصوصیات
سیریبو ۳۷٫۵۴ کیلومترمربع مساحت و ۲۹۸٬۲۲۴ نفر جمعیت دارد.

## خواهرخوانده
شهر وینتیان خواهرخواندهٔ سیریبو هست.